# Troms
La contea di Troms (Troms fylke in norvegese) è una contea norvegese situata nel nord del paese. Confina con le contee di Finnmark, Nordland, con la contea svedese di Norrbotten e con la regione finlandese della Lapponia. Il capoluogo è Tromsø, la città con più di 50 000 abitanti più a nord del mondo.
Tutta la contea si trova a nord del circolo polare artico.
La contea era stata unita in un'unica contea con il Finnmark dal 1º gennaio 2020 al 31 dicembre 2023, creando la contea di Troms og Finnmark.

## Informazioni generali

### Nome
Fino al 1919, la contea era nota come Tromsø amt. Il 1º luglio 2006, il nome Sami settentrionale per la contea, Romsa, ottenne lo status ufficiale insieme a Troms.
L'ex-contea e la città di Tromsø prendono il nome dall'isola di Tromsøya su cui si trova (Trums in norreno). Esistono diverse teorie sull'etimologia di Troms. Diverse isole e fiumi in Norvegia hanno il nome Tromsa, e i nomi di questi probabilmente derivano dalla parola straumr che significa "forte corrente". Un'altra teoria sostiene che Tromsøya era originariamente chiamata Lille Tromsøya (Piccolo Tromsøya), a causa della sua vicinanza all'isola molto più grande oggi chiamata Kvaløya, che secondo questa teoria era precedentemente chiamato "Store Tromsøya" a causa di una montagna caratteristica conosciuta come Tromma ("il tamburo"). Il nome della montagna in Sami, Rumbbučohkka, ha un significato identico e si dice che sia stata una montagna sacra per i Sami in epoca precristiana.
Si presume che il nome Sami dell'isola, Romsa, sia un prestito dal norvegese - ma secondo le regole fonetiche della lingua sami il "t" iniziale è scomparso dal nome.

### Stemma
Lo stemma della contea di Troms fu realizzato da Hallvard Trætteberg e adottato con risoluzione reale il 15 gennaio 1960. Simboleggia un grifone giallo su fondo rosso. Trætteberg scelse il grifone come carico araldico poiché quell'animale era il simbolo del potente clan di Bjarne Erlingsson su Bjarkøy nel XIII secolo.

## Geografia

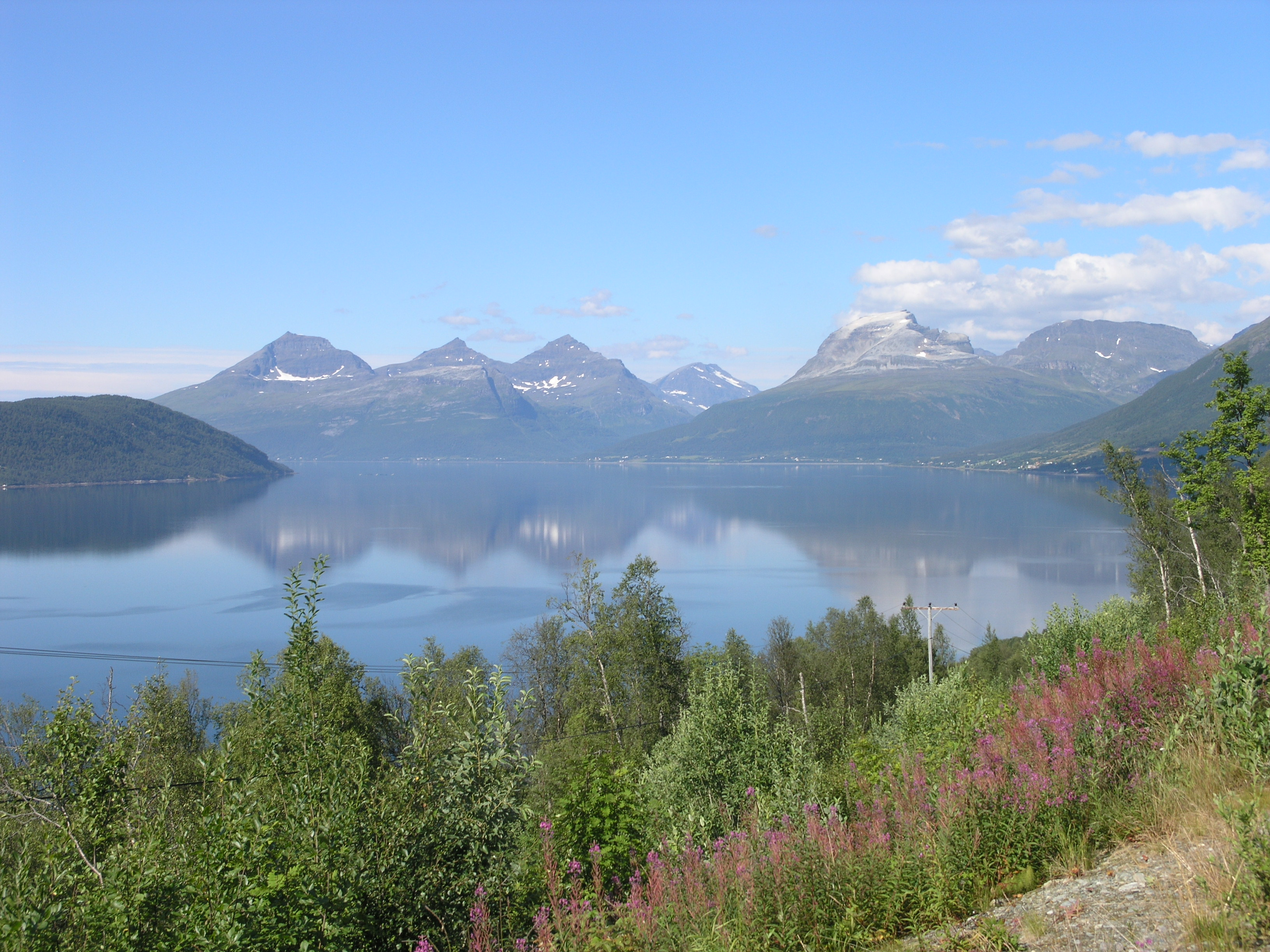
Balsfjord

L'ex contea di Troms si trova nella parte settentrionale della penisola scandinava. A causa della lunga distanza dalle aree più densamente popolate del continente, questa è una delle aree meno inquinate d'Europa. Il Troms ha una costa molto frastagliata che si affaccia sul Mare di Norvegia. Tuttavia, le isole grandi e montuose lungo la costa offrono un'eccellente via navigabile riparata all'interno. A partire dal sud, le isole più grandi sono: la parte nord-orientale di Hinnøya (la parte meridionale è nel Nordland), Grytøya, Senja, Kvaløya, Ringvassøya, Reinøy, Vannøy e Arnøy. Ci sono molti grandi fiordi che si estendono abbastanza lontano nell'entroterra. A partire dal sud, i fiordi più grandi sono Vågsfjorden, Andfjorden (in comune col Nordland), Malangen, Balsfjord, Ullsfjord, Lyngen e Kvænangen. Il lago più grande è Altevatnet nell'entroterra della contea.
Ci sono montagne in tutte le parti di Troms; le più alpine e suggestive sono probabilmente le Alpi di Lyngen (Lyngsalpene), con diversi piccoli ghiacciai, e la montagna più alta dell'ex contea, Jiekkevarre con un'altezza di 1.833 metri. Diversi ghiacciai si trovano a Kvænangen, incluse parti dell'Øksfjordjøkelen, l'ultimo ghiacciaio della Norvegia continentale a far cadere gli iceberg direttamente nel mare (nel Jøkelfjord). Il fiume più grande del Troms è il Målselva (a Målselv), e la cascata più grande (non la più alta) è Målselvfossen, con 600 metri di lunghezza e 20 di altezza. Il marmo è presente in alcune parti di Troms, e quindi vi sono numerose grotte, come quelle a Salangen e Skånland.

### Aree protette
Nella contea di Troms si trovavano il Parco nazionale Ånderdalen, il Parco nazionale Øvre Dividal e il Parco nazionale Reisa.

### Clima
Situato a una latitudine di quasi 70° N, l'ex contea del Troms ha estati brevi e fresche, ma inverni abbastanza miti lungo la costa a causa del mare temperato. Tromsø ha una media di -4 °C a gennaio, con una massima giornaliera di −2 °C, mentre a luglio ha una media di 12 °C, con massima di 15 °C. Le temperature sono generalmente sotto lo zero per circa 5 mesi (8 mesi in montagna), dall'inizio di novembre all'inizio di aprile, ma le aree costiere sono mitigate dal mare: con oltre 130 anni di registrazioni meteorologiche ufficiali, la temperatura invernale più fredda di sempre registrata a Tromsø è −20,1 °C nel febbraio 1985. Il massimo storico nel Troms è 33,5 °C registrato a Bardufoss nel luglio 2018. I disgeli possono verificarsi anche a metà inverno. Spesso c'è neve in abbondanza e le valanghe non sono rare in inverno. Le zone di pianura a est delle catene montuose hanno meno precipitazioni rispetto alle aree a ovest delle montagne.
Skibotn, a Storfjord, è il luogo in Norvegia che ha registrato il maggior numero di giorni all'anno con cielo sereno (senza nuvole). Le temperature invernali a Målselv e Bardu possono scendere a -35 °C, mentre le giornate estive possono raggiungere i 30 °C nelle valli interne e nelle aree più interne del fiordo. Lungo la costa esterna, una giornata estiva a 15 °C è considerata abbastanza calda.

#### Luci e buio
L'aurora boreale è uno spettacolo comune in tutto il Troms, ma non in estate, perché non c'è oscurità, e non nelle notti di cielo coperto. Come per tutte le aree alle latitudini polari, ci sono estreme variazioni di luce diurna tra le stagioni. Di conseguenza, la durata della luce aumenta (fine inverno e primavera) o diminuisce (autunno) di 10 minuti da un giorno all'altro.

## Storia

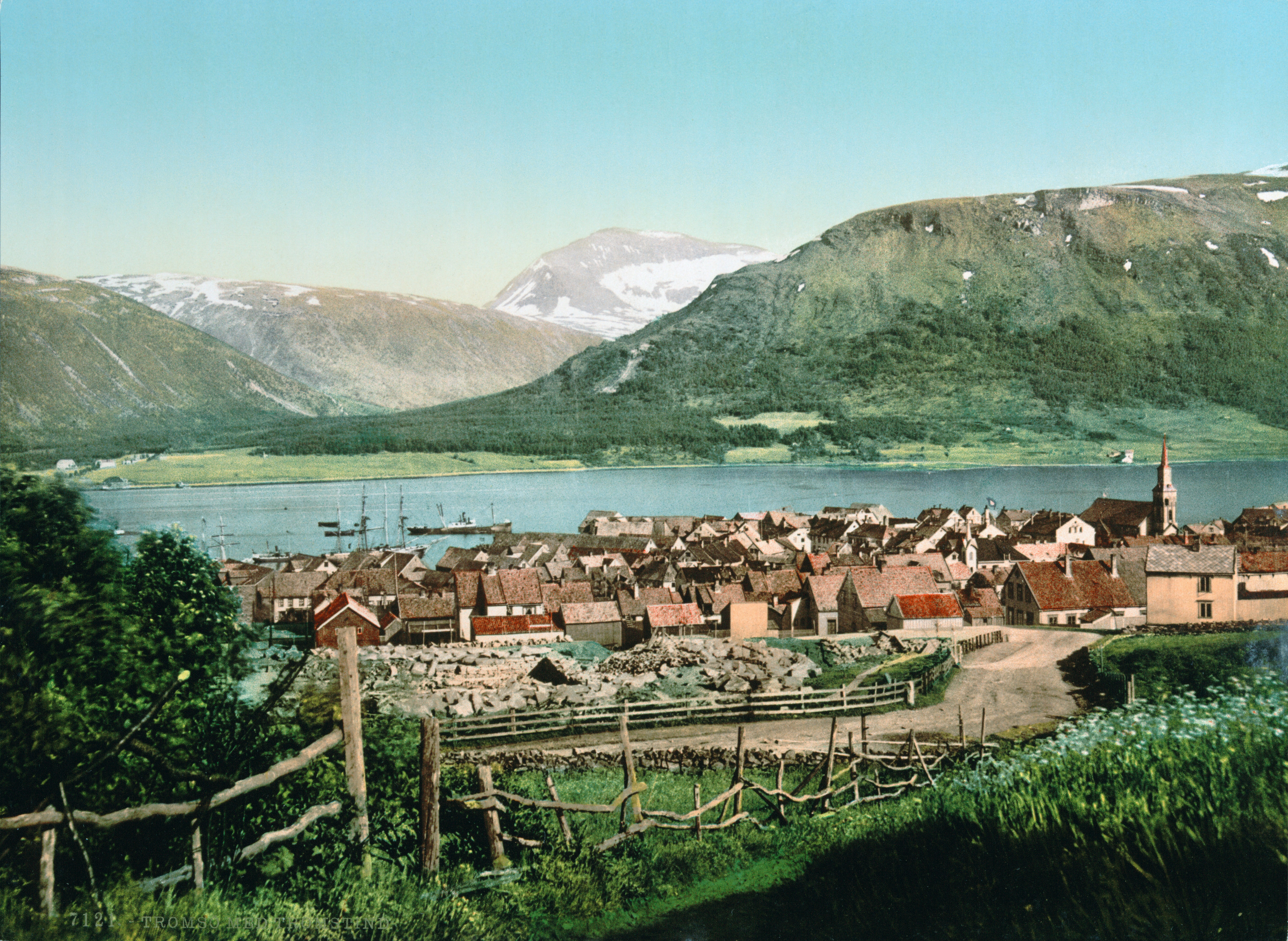
Tromsø nel 1900.

Il Troms è stato insediato fin dalla prima età della pietra, e ci sono sculture rupestri in diverse località (ad esempio a Ibestad e Balsfjord). Queste persone si guadagnavano da vivere con la caccia, la pesca e la raccolta.
Il primo degli attuali gruppi etnici a stabilirsi nella contea quello dei Sami, che abitavano il Sápmi, un'area molto più grande delle odierne contee di Nordland, Troms e Finnmark. Prove archeologiche hanno dimostrato che una cultura nordica basata sul ferro, nella tarda età del ferro (200–400 d.C.), arriva fino a nord fino a Karlsøy (vicino all'attuale Tromsø), ma non più a nord-est.
I norreni con il loro ferro e l'agricoltura si stabilirono lungo la costa e in alcuni dei fiordi più grandi, mentre i Sami vivevano nelle stesse aree del fiordo, di solito solo nel fiordo e all'interno. A partire dal X secolo, gli insediamenti norvegesi iniziano ad apparire lungo la costa più a nord, raggiungendo quella che oggi è la contea di Finnmark.
Le parti centrale e meridionale del Troms costituivano un piccolo regno in epoca vichinga, considerato parte di Hålogaland. Ottar di Hålogaland incontrò il re Alfredo il Grande intorno all'890. Il leader vichingo Thorir Hund aveva la sua sede a Bjarkøy. Secondo le saghe, Tore Hund colpì il re Olav Haraldsson nella battaglia di Stiklestad. Ha anche commerciato e combattuto a Bjarmaland, oggi l'area di Arcangelo nella Russia settentrionale. Trondenes (l'odierna Harstad) era anche un centro di potere dei vichinghi e sembra sia stato anche un luogo di ritrovo.

## Popolazione
| Storico della popolazione | Storico della popolazione | Storico della popolazione |
| Anno                      | Pop.                      | ±%                        |
| ------------------------- | ------------------------- | ------------------------- |
| 1951                      | 117,564                   | —                         |
| 1961                      | 127,771                   | +8.7%                     |
| 1971                      | 136,805                   | +7.1%                     |
| 1981                      | 146,818                   | +7.3%                     |
| 1991                      | 146,816                   | −0.0%                     |
| 2001                      | 151,777                   | +3.4%                     |
| 2011                      | 157,554                   | +3.8%                     |
| 2021?                     | 168,953                   | +7.2%                     |
| 2031?                     | 176,342                   | +4.4%                     |
| Fonte: Statistics Norway. |                           |                           |

## Economia e trasporti
La città di Tromsø, nella parte centro-settentrionale, era il capoluogo della contea nonché un porto marittimo artico e sede dell'università più settentrionale del mondo, rinomata per la ricerca sull'aurora boreale. L'Università di Tromsø ha un osservatorio astrofisico situato a Skibotn ([1]). Tromsø è l'unico comune della contea con una forte crescita demografica; la maggior parte dei comuni più piccoli subisce invece una diminuzione della popolazione mentre i giovani e i più istruiti si trasferiscono nelle città, spesso nella parte meridionale della Norvegia. Harstad è un centro commerciale per la parte meridionale della contea ed è stato scelto da Statoil come sede principale nella Norvegia settentrionale.
Lungo la costa e sulle isole, la pesca è dominante. Importanti porti per la flotta peschereccia sono Skjervøy, Tromsø e Harstad. C'è anche un po' di agricoltura, specialmente nella parte meridionale, che ha una stagione di crescita più lunga (150 giorni a Harstad). Il Balsfjord è spesso considerato il comune più settentrionale della Norvegia ad avere una notevole attività agricola, sebbene vi sia anche un'agricoltura più a nord.
Le forze armate norvegesi sono importanti datori di lavoro a Troms, con sede nella sesta divisione dell'esercito, nella stazione aerea di Bardufoss, negli elicotteri e nelle stazioni radar della contea. Ci sono ospedali a Tromsø (ospedale universitario ed ospedale principale della Norvegia del Nord) e Harstad.
L'aeroporto più trafficato è quello di Tromsø. La parte meridionale di Troms è servita dall'aeroporto di Harstad/Narvik, da quello di Evenes e da quello di Bardufoss, e nel nord-est è presente quello di Sørkjosen. Le strade europee E06 e E08 attraversano la contea. Ci sono molti grandi ponti, tra cui il ponte Tjeldsund, il ponte Mjøsund, il ponte Gisund, il ponte di Tromsø e il ponte Sandnessund. Esistono diverse gallerie stradali sottomarine. Le strade devono fare lunghe deviazioni intorno ai fiordi, per questo motivo le navi passeggeri sono abbastanza popolari, ad esempio tra Tromsø e Harstad, e ci sono anche voli commerciali all'interno dell'ex contea.
Non sono presenti ferrovie nella contea.

## Comuni
La contea di Troms è suddivisa in 21 comuni (kommuner):
1. Balsfjord
2. Bardu
3. Dyrøy
4. Kåfjord (Gáivuotna)
5. Gratangen
6. Harstad
7. Ibestad
8. Karlsøy
9. Kvæfjord
10. Kvænangen
11. Lavangen (Loabák)
12. Lyngen
13. Målselv
14. Nordreisa
15. Salangen
16. Senja
17. Skjervøy
18. Storfjord
19. Sørreisa
20. Tjeldsund (Dielddanuorri)
21. Tromsø

Tra le ultime modifiche amministrative, si possono ricordare le seguenti: i comuni di Berg, Torsken, Tranøy e Lenvik sono stati uniti nel comune di Senja (2020); il comune di Bjarkøy è stato integrato nel comune di Harstad dal 2013; il comune di Skånland è stato integrato nel comune di Tjeldsund (2020).